# أبو الدرداء
أبُو الدَّردَاءِ الأنصَارِيُّ، صحابي وفقيه وقاضٍ وقارئ قرآن وأحد رواة الحديث النبوي، وهو من الأنصار من بني كعب بن الخزرج بن الحارث بن الخزرج. أسلم متأخرًا يوم بدر، ودافع عن النبي ﷺ يوم أحد، وشهد ما بعد ذلك، وكان من المجتهدين في التعبد وقراءة القرآن. رحل إلى الشام بعد فتحها ليُعلّم الناس القرآن، وليُفقّههم في دينهم، وتولى قضاء دمشق، ظل بها إلى أن مات فيها في خلافة عثمان بن عفان.

## نسبه
اسمه عُوَيمر بن زَيد بن قيس بن عائشة بن أُميَّة بن مالك بن كعب بن الخزرج بن الحارث بن الخزرج. وأمه مَحَبَّةُ بنت واقد بن عمرو بن الإطْنَابة بن عامر بن زيد مناة بن مالك بن ثعلبة بن كعب.

## سيرته
تأخر إسلام أبي الدرداء إلى يوم بدر، وهو آخر من أسلم من أهله، ومن آخر الأنصار إسلامًا، وكان يعبد صنمًا، فدخل أخوه لأمه عبد الله بن رواحة ومحمد بن مسلمة بيته، فكسرا صنمه. فرجع، فجعل يجمع الصنم، ويقول: «ويحك! هلا امتنعت! ألا دفعت عن نفسك؟!»، فقالت زوجته أم الدرداء: «لو كان ينفع أو يدفع عن أحد، دفع عن نفسه، ونفعها!». فقام من ساعته إلى النبي محمد، وأسلم.
وقد اختلف المؤرخون في اسمه، فقيل اسمه «عويمر بن زيد»، وقيل «عويمر بن عامر»، وقيل «عويمر بن عبد الله»، وقيل «عويمر بن ثعلبة»، وقيل «عامر بن مالك»، ولكنهم أجمعوا على أنه من بني كعب بن الخزرج بن الحارث بن الخزرج، وأمه هي محبة بنت واقد بن عمرو الخزرجية، وأخوه لأمه عبد الله بن رواحة.
وقد آخى النبي محمد بينه وبين سلمان الفارسي، وشهد مع النبي محمد بعد إسلامه غزوة أحد، وما بعدها من المشاهد. وقد أبلى يوم أحد بلاءً حسنًا في القتال دفاعًا عن النبي محمد، فدعا النبي محمد له، وقال: «نعم الفارس عويمر».
كان أبو الدرداء قبل إسلامه تاجرًا، فلما أسلم، لم يقو على الجمع بين التجارة والعبادة، فترك التجارة، ولزم العبادة. قال أبو جحيفة السوائي: «أن رسول الله آخى بين سلمان وأبي الدرداء؛ فجاءه سلمان يزوره، فإذا أم الدرداء متبذلة، فقال: «ما شأنك؟»، قالت: «إن أخاك لا حاجة له في الدنيا، يقوم الليل، ويصوم النهار». فجاء أبو الدرداء، فرحب به، وقرب إليه طعامًا. فقال له سلمان: «كل». قال: «إني صائم». قال: «أقسمت عليك لتفطرن». فأكل معه، ثم بات عنده. فلما كان من الليل، أراد أبو الدرداء أن يقوم، فمنعه سلمان، وقال: «إن لجسدك عليك حقًا، ولربك عليك حقًا، ولأهلك عليك حقًا؛ صم وأفطر، وصل وائت أهلك، وأعط كل ذي حق حقه». فلما كان وجه الصبح، قال: «قم الآن إن شئت»؛ فقاما، فتوضآ، ثم ركعا، ثم خرجا إلى الصلاة، فدنا أبو الدرداء ليخبر رسول الله بالذي أمره سلمان. فقال له: «يا أبا الدرداء، إن لجسدك عليك حقًا، مثل ما قال لك سلمان»».
بعد وفاة النبي محمد، واتساع الفتوحات الإسلامية، أمر الخليفة عمر بن الخطاب أبا الدرداء بالخروج إلى الشام ليعلّم الناس القرآن، ويُفقّههم في الدين، ففعل. وفي خلافة عثمان بن عفان، ولاّه معاوية بن أبي سفيان قضاء دمشق.
إختلف في تاريخ وفاته، قيل بأنه في دمشق سنة 32 هـ، وقيل سنة 31 هـ، وقيل سنة 33 هـ قبل مقتل عثمان بسنتين، وقيل توفي بعد وقعة صفين سنة 38 هـ أو سنة 39 هـ، وروى نصر بن مزاحم في كتابه وقعة صفين: خرج أبو أمامة الباهلي، وأبو الدرداء، فدخلا على معاوية وكانا معه، فقالا: «يا معاوية: علام تقاتل هذا الرجل، فوالله لهو أقدم منك سلما، وأحق بهذا الأمر منك، وأقرب من النبي صلى الله عليه وسلم، فعلام تقاتله؟»، فقال: «أقاتله على دم عثمان، وأنه آوى قتلته، فقولوا له فليقدنا من قتلته، فأنا أول من بايعه من أهل الشام.»، فانطلقوا إلى علي فأخبروه بقول معاوية، فقال: «هم الذين ترون». وكان أبو الدرداء رجلاً أقنى أشهل، يُخضّب بالصُفرة.

## أبو الدرداء والقرآن
حفظ أبو الدرداء القرآن الكريم، وعرضه على النبي محمد، وهو معدود فيمن جمع القرآن في حياة النبي، قال أنس بن مالك: «مات النبي ﷺ، ولم يجمع القرآن غير أربعة: أبو الدرداء ومعاذ وزيد بن ثابت وأبو زيد»، وزاد عليهم عامر الشعبي أبي بن كعب وسعد بن عبيد. لما توفي النبي محمد، انتقل أبو الدرداء إلى الشام، فقد روى محمد بن كعب القرظي أنه: «جمع القرآن خمسة: معاذ وعبادة بن الصامت وأبو الدرداء وأبي وأبو أيوب. فلما كان زمن عمر، كتب إليه يزيد بن أبي سفيان: «إن أهل الشام قد كثروا، وملئوا المدائن، واحتاجوا إلى من يعلمهم القرآن ويفقههم. فأعني برجال يعلمونهم». فدعا عمر الخمسة، فقال: «إن إخوانكم قد استعانوني من يعلمهم القرآن، ويفقههم في الدين، فأعينوني يرحمكم الله بثلاثة منكم إن أحببتم، وإن انتدب ثلاثة منكم فليخرجوا». فقالوا: «ما كنا لنتساهم، هذا شيخ كبير - لأبي أيوب-، وأما هذا فسقيم - لأبي -، فخرج معاذ وعبادة وأبو الدرداء». فقال عمر: «ابدءوا بحمص، فإنكم ستجدون الناس على وجوه مختلفة، منهم من يلقن، فإذا رأيتم ذلك، فوجهوا إليه طائفة من الناس، فإذا رضيتم منهم، فليقم بها واحد، وليخرج واحد إلى دمشق، والآخر إلى فلسطين». فقدموا حمص فكانوا بها، حتى إذا رضوا من الناس أقام بها عبادة بن الصامت؛ وخرج أبو الدرداء إلى دمشق، ومعاذ إلى فلسطين، فمات في طاعون عمواس. ثم صار عبادة بعد إلى فلسطين وبها مات. ولم يزل أبو الدرداء بدمشق حتى مات». وقد تصدّر أبو الدرداء للإقراء في دمشق منذئذ، فصار سيدًا للقراء بها، وقيل أنه حلقة إقراء أبي الدرداء كان بها أزيد من ألف رجل، ولكل عشرة منهم ملقن، وكان أبو الدرداء يطوف عليهم قائمًا، فإذا أحكم الرجل منهم، تحول إلى أبي الدرداء يعرض عليه القرآن. وكان ممن عرض عليه القرآن عطية بن قيس الكلابي وأم الدرداء وخليد بن سعد وراشد بن سعد وخالد بن معدان وعبد الله بن عامر اليحصبي. وقال سالم بن أبي الجعد أنه سمع أبو الدرداء يقول: «سلوني، فوالله لئن فقدتموني لتفقدن رجلاً عظيمًا من أمة محمد ﷺ».

## روايته للحديث النبوي

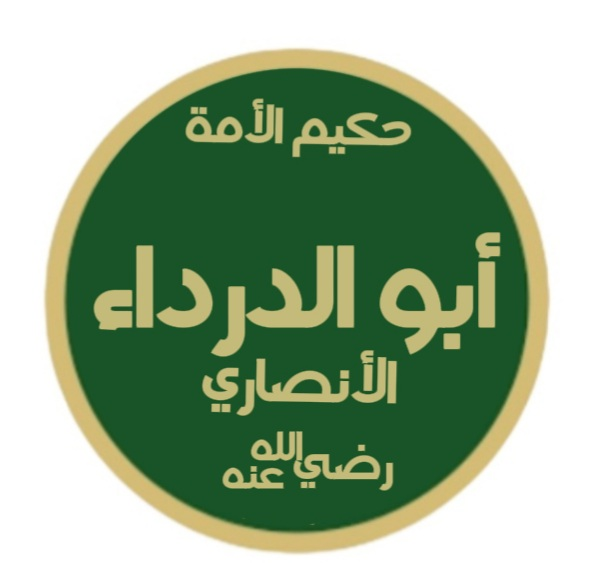
مخطوطة أبو الدرداء

- روى عن: النبي محمد وزيد بن ثابت وعائشة بنت أبي بكر.[8][12]
- روى عنه: أنس بن مالك وفضالة بن عبيد وعبد الله بن عباس وأبو أمامة الباهلي وعبد الله بن عمرو بن العاص وجبير بن نفير وزيد بن وهب وأبو إدريس الخولاني وأبو سلمة التجيبي وعلقمة بن قيس النخعي وقبيصة بن ذؤيب وزوجته أم الدرداء الصغرى وابنه بلال بن أبي الدرداء وسعيد بن المسيب وعطاء بن يسار ومعدان بن أبي طلحة وأبو عبد الرحمن السلمي وخالد بن معدان وعبد الله بن عامر اليحصبي[3] وسويد بن غفلة[8] وأسد بن وداعة وبشر التغلبي والد قيس بن بشر وثمامة بن حزن وحبيب بن عبيد الرحبي وأبو الزاهرية حدير بن كريب وحطان بن عبد الله الرقاشي وخليد العصري وخيثمة بن عبد الرحمن وأبو صالح السمان وسلمان الأغر وسليم بن عامر وشريح بن عبيد وصفوان بن عبد الله بن صفوان وضمرة بن حبيب وطاووس بن كيسان وعبادة بن نسي الكندي وعبد الله بن أبي زكريا الخزاعي وعبد الله بن عمر بن الخطاب وأبو بحرية عبد الله بن قيس التراغمي وعبد الرحمن بن جبير بن نفير وعبد الرحمن بن غنم وعبد الرحمن بن أبي ليلى وأبو زيادة عبيد الله بن زيادة وعبيد بن عمير الليثي وعثمان بن أبي سودة وعطاء بن أبي رباح وعطاء بن أبي مسلم الخراساني وعمرو بن الأسود العنسي وقيس بن أبي حازم وكثير بن قيس وكثير بن مرة وكليب بن ذهل الإيادي ولقمان بن عامر ومحمد بن سعد بن أبي وقاص ومحمد بن سيرين ومحمد بن كعب القرظي ومعاذ بن أنس الجهني ومورق العجلي ونميل بن عبد الله الأشعري وهلال بن يساف ويزيد بن خمير اليزني ويوسف بن عبد الله بن سلام[13] وأبو حبيبة الطائي وأبو سلمة بن عبد الرحمن بن عوف وأبو عثمان الصنعاني وأبو مرة مولى أم هانئ وأبو مشجعة الجهني.[12]

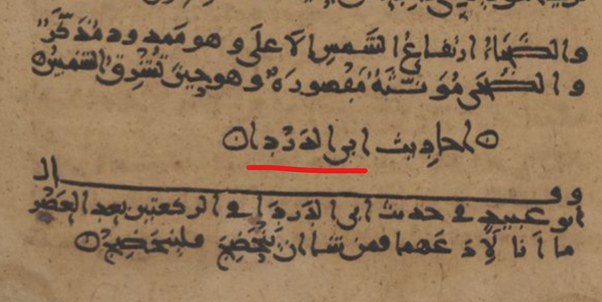
اسم الصحابي أبي الدرداء يظهر في مخطوطة حديث يعود تاريخها إلى سنة 252-251 هـ/866 م.

- مروياته: عدّ له بقي بن مخلد في مسنده 179 حديث، منها حديثان متفق عليهما، وانفرد البخاري بثلاثة أحاديث، ومسلم بثمانية أحاديث،[3] كما روى له الجماعة في كتبهم.[12]

## منزلته
| قال أبو الدرداء: «تفكر ساعة خير من قيام ليلة»       |
| —ترجمة أبو الدرداء، سير أعلام النبلاء للحافظ الذهبي |

قال النبي محمد عن أبي الدرداء: «هو حكيم أمّتي». وكان الصحابة يحفظون له منزلته، فقد روى مكحول الشامي أنه: «كانت الصحابة يقولون: «أرحمنا بنا أبو بكر، وأنطقنا بالحق عمر، وأميننا أبو عبيدة، وأعلمنا بالحرام والحلال معاذ، وأقرؤنا أبي، ورجل عنده علم ابن مسعود، وتبعهم عويمر أبو الدرداء بالعقل»». ولما حضرت معاذ بن جبل الوفاة، قالوا: «أوصنا»، فقال: «العلم والإيمان مكانهما، من ابتغاهما وجدهما. - قالها ثلاثا- فالتمسوا العلم عند أربعة: عند عويمر أبي الدرداء وسلمان وابن مسعود وعبد الله بن سلام الذي كان يهوديًا فأسلم». كما قال أبو ذر لأبي الدرداء: «ما حملت ورقاء، ولا أظلت خضراء، أعلم منك يا أبا الدرداء». كان عبد الله بن عمر بن الخطاب يقول: «حدثونا عن العاقلين». فيقال: «من العاقلان؟»، فيقول: «معاذ وأبو الدرداء». وقد أعلى عمر بن الخطاب من قدر أبي الدرداء، ففرض له 400 درهم في الشهر كالبدريين. وقال التابعي مسروق بن الأجدع: «وجدت علم الصحابة انتهى إلى ستة: عمر وعلي وأبي وزيد وأبي الدرداء وابن مسعود؛ ثم انتهى علمهم إلى علي وعبد الله».